# Rainford Kalaba
Rainford Kalaba   (Kitwe, 14 d'agost de 1986) és un futbolista zambià de la dècada de 2010.
Fou internacional amb la selecció de futbol de Zàmbia.
Pel que fa a clubs, destacà a TP Mazembe.